# 华为Pura X
华为 Pura X是华为推出的一款折叠屏智能手机。该机型于2025年3月20日正式发布，并于同日1开启预售，3月30日正式开售。

## 设计

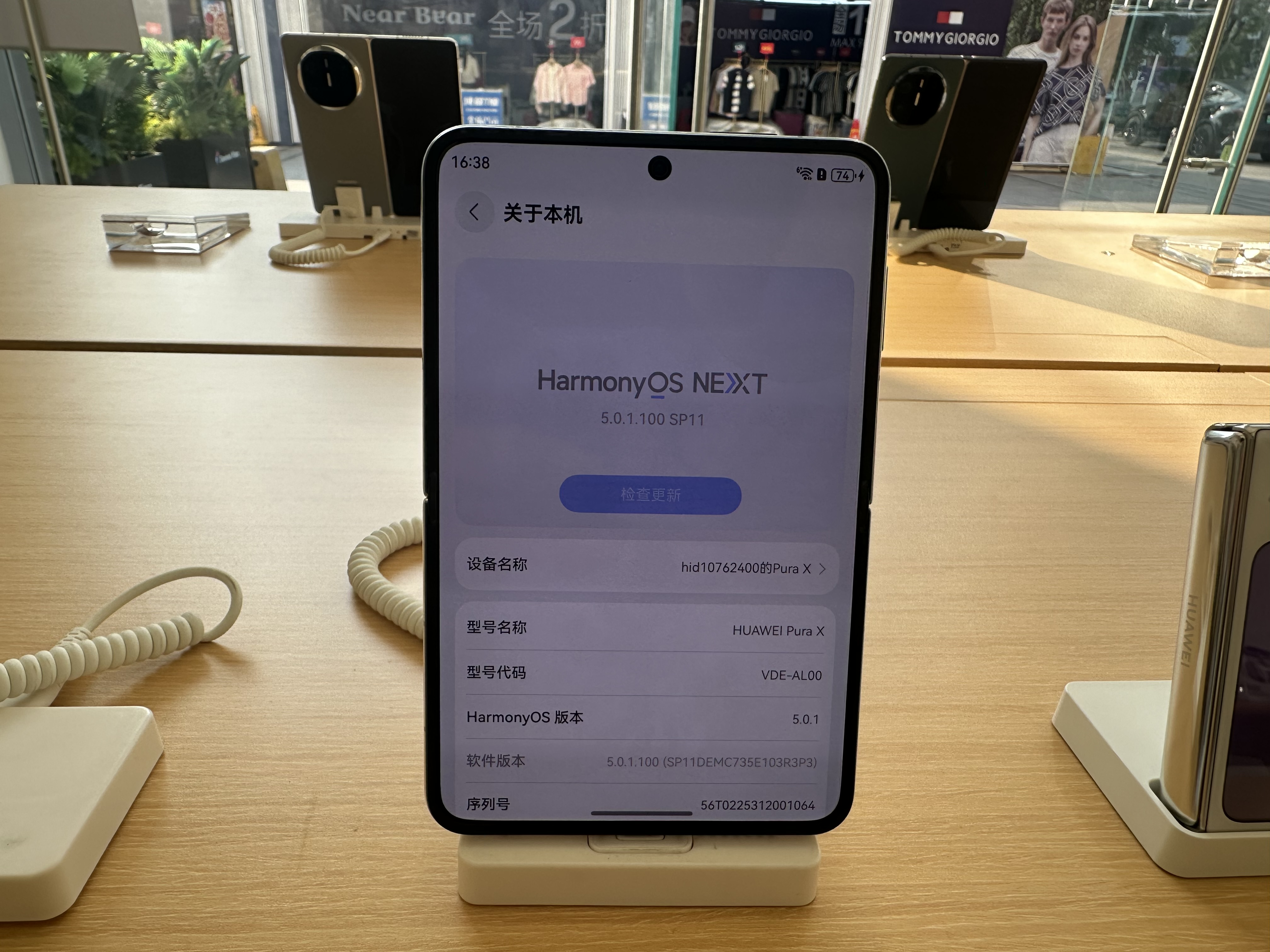
华为Pura X配置

### 硬件
华为Pura X采用上下折叠设计，官方称之为“阔折叠”。展开后，其内屏为6.3英寸，屏幕比例为16:10，分辨率为2120x1320；合上后，外屏为3.5英寸，采用1:1比例的OLED显示屏。。
机身采用玄武水滴铰链设计，覆盖UTG玻璃，相比前代折叠屏机型厚度减少36%，并支持IPX8级防水。在续航方面，使用4720mAh高硅负极电池，支持66W有线快充、40W无线充电以及5W反向充电。

### 软件
在软件上，Pura X搭载AI眼动翻页功能，看到页末时會自动翻页。Pura X是首个首发全面预装鸿蒙星河版，且不支持回退至鸿蒙5以下版本的手机，集成小艺AI助手，支持盘古大模型与DeepSeek双模型。

## 争议
2025年初，余承东在直播中透露称，华为即将发布一款“全国人民都买得起的、意想不到的产品”。3月20日，华为发布“阔折叠手机”Pura X，售价7499元起，该发布引发热议与批评，网民指责理由如定价过高、外观丑、不新奇等。余承东在直播中回应称该新品成本很高，自己“说话不是很严谨，情商也比较低，大家抓住小把柄、小漏洞猛骂我”，对于折叠屏产品的批评“虚心接受大家的意见，及时改进”。